# 水原義明
水原 義明（みずはら よしあき　1908年 - 1945年10月31日）は、日本の元アマチュア野球選手。香川県出身。

## 来歴・人物
高松中学（現・香川県立高松高等学校）卒業後の1927年に早稲田大学に進むと、左投左打の巧打者として1927年秋に打率.356,1929年春に打率.469で、東京六大学野球初の2度の首位打者に輝いた。
後輩に対する面倒見が非常に良い事でも知られ、水原最大の功績として、第四高等学校（金沢大学の前身）に入学が決まりかけていた三原脩（水原とは高校の3年後輩に当たる）を上野駅で待ち伏せにして、早大野球部にスカウトした事が挙げられる。また近藤昭仁も水原（の遺族）から学資の面倒を見てもらっていた。
早大卒業後応召され、中国で終戦を迎えた。しかし自身はその後も国共内戦に携わり、1945年10月31日に中国・上海南京郊外で戦死した。享年38。
東京ドーム内の野球殿堂博物館にある戦没野球人モニュメントに、彼の名が刻まれている。